# Ventimiglia di Sicilia
Ventimiglia di Sicilia ist eine Stadt der Metropolitanstadt Palermo in der Region Sizilien in Italien mit 1768 Einwohnern (Stand 31. Dezember 2023).

## Lage und Daten
Ventimiglia di Sicilia liegt 44 km südöstlich von Palermo. Die Einwohner arbeiten hauptsächlich in der Landwirtschaft.
Die Nachbargemeinden sind Baucina, Bolognetta, Caccamo, Casteldaccia und Ciminna.

## Geschichte
Die Gemeinde wurde 1625 von Don Girolamo del Carretto gegründet. Die Stadt wurde nach dessen Frau Beatrice Ventimiglia benannt. Im Jahre 1863 wurde dem Namen di Sicilia hinzugefügt, um die Stadt von Ventimiglia in Ligurien zu unterscheiden. In der sizilianischen Sprache lautet der Name Calamigna.

## Bevölkerung
Von 2001 bis 2007 nahm die Bevölkerung um 3,8 % ab. Das Durchschnittsalter in Ventimiglia di Sicilia liegt bei 44,7 Jahren (Stand 2007).

## Sehenswürdigkeiten
- Pfarrkirche, der unbefleckten Jungfrau geweiht, erbaut 1628

## Söhne und Töchter
- Filippo Aglialoro (1900–1988), römisch-katholischer Geistlicher, Weihbischof in Palermo